# إنجلبرت همبردنك
إنجلبرت همبردنك (بالإنجليزية: Engelbert Humperdinck)‏ (2 مايو 1936 -) هو مغني بريطاني.

## حياته ونشأته
وُلِد في اليومِ الثاني من الشهر الخامس لعام 1936، بالهند ثم انتقل إلى إنجلتر. يَشتهِرُ عالميًا بموسيقاه الكلاسيكيةِ في نوعِها التي تعود إلى ستينياتِ القرن الماضي. ولا يزالُ الفنان البريطاني إلى يومنا هذا يُصدِرُ الالبومات ولديه الكثير من الأغاني التي تُثير اعجابَ رواد هذا الفن .

## مسيرته
يمتاز بصوته الذي يمثلُ فن القرن الماضي خيرَ تمثيل، فضلًا عن احساسه العميق.
ومن أشهر اغانيه واجملها:-
- How Do I Stop Loving You
- This is My Song
- A man without Love
- Spanish Eyes

غيرها من الأغاني الرائعة.

## ألبومات
- Release Me (1967) UK #6
- The Last Waltz (1967) UK #3
- A Man Without Love (1968) UK #3
- Engelbert (1969) UK #3
- Engelbert Humperdinck (1969) UK #5
- We Made It Happen (1970) UK #17
- Sweetheart (1971)
- Another Time, Another Place (1971) UK #48
- Live at the Riviera Las Vegas (1972) UK #45
- In Time (1972)
- Engelbert King of Hearts (1973)
- My Love (1973)
- Engelbert Humperdinck - His Greatest Hits (1974) UK #1
- engelbert humperdinck live in Japan(2lp) (1975)
- After the Lovin' (1976)
- Miracles By Engelbert Humperdinck (1977)
- Christmas Tyme (1977)
- Christmas Tyme Again written and composed by Yank Barry
- Last of the Romantics (1978)
- This Moment in Time (1979)
- love's only love (1980)
- retrospective (1980)
- Live in Concert All of Me (1980)
- A Merry Christmas With Engelbert Humperdinck (1980)
- Don't You Love Me Anymore (1981)
- You and Your Lover (1983)
- A Lovely Way To Spend An Evening(2lp)(1985)
- Träumen Mit Engelbert (1986)
- Remember-I love you (1987)
- In love (1988)
- Ich denk an Dich (Star Of Bethlehem) (1989)
- Zärtlichkeiten (1990)
- " Coming Home" (1991)
- " Hello Out There" (1992)
- " Yours" (1993)
- " Yours Quiereme Mucho" (1993)
- " Love Unchained" (1995)
- " After Dark" (1996)
- " A Little In Love" (1998)
- The Dance Album (2000) UK #48
- Always Hear The Harmony: The Gospel Sessions (2002)
- Definition of Love (2003)
- Engelbert Live (2003)
- His Greatest Love Songs (2004) UK #4 - New Recordings by Ted Carfrae
- Let There Be Love (2005)
- Totally Amazing (2006)
- Greatest Hits and More (2007)
- The Winding Road (2007)
- " Legacy Of Love" (2009)
- " Released" (2010)

## وصلات خارجية
- إنجلبرت همبردنك على موقع IMDb (الإنجليزية)
- إنجلبرت همبردنك على موقع ميوزك برينز (الإنجليزية)
- إنجلبرت همبردنك على موقع قاعدة بيانات برودواي على الإنترنت (الإنجليزية)
- إنجلبرت همبردنك على موقع إن إن دي بي (الإنجليزية)
- إنجلبرت همبردنك على موقع أول ميوزيك (الإنجليزية)
- إنجلبرت همبردنك على موقع ديسكوغز (الإنجليزية)
- إنجلبرت همبردنك على موقع قاعدة بيانات الفيلم (الإنجليزية)